# Isabelle (prénom)
Pour les articles homonymes, voir Isabelle.
Isabelle est un prénom féminin d’origine espagnole, forme altérée d'Elisabeth (« Élisabeth »), fêté le 22 février.

## Étymologie
Elisabeth a été perçu en Espagne comme un nom précédé de l'article masculin défini el « le », c'est-à-dire *El Isabeth, d'où l'hypocoristique *Isabeth par souci de féminisation et d'esthétique, ensuite la finale -el s'est substituée à -eth, élément insolite, à moins que la syllabe -bel se soit substituée à -beth par analogie avec bella « belle, jolie ».

## Variantes
- Isabeau
- Isabèle
- Ysabelle

Équivalents dans diverses langues étrangères :
- albanais : Izabela
- allemand : Isabelle, Isabell, Isabel, Isabella
- anglais : Isabel, Isabelle, Isabella, Isbel, Isebella, Izabelle, Isobel
- arménien : Զաբել (Zabel)
- asturien : Sabel
- catalan : Isabel
- espagnol : Isabella, Isabela, Isabel, Ysabel
- gaélique écossais : Iseabail, Ishbel, Isobel
- galicien : Sabela
- hongrois : Izabella
- irlandais : Isibéal, Sibéal
- italien : Isabella
- néerlandais : Isabella, Isabelle
- polonais : Izabela, Izabella
- portugais : Isabela, Isabel
- roumain : Isabela, Isabella, Izabela, Izabella
- russe : Изабелла (Izabella)
- tchèque : Izabela

## Célébrités
- Pour l'ensemble des articles sur les personnes portant ce prénom, consulter :
  - la liste des articles dont le titre commence par ce prénom
  - les listes produites par Wikidata : Liste des personnes de prénom « Isabelle » — même liste en incluant les éventuels prénoms composés qui contiennent « Isabelle ».